# خضر یوسف
خضر یوسف (عربی: خضر يوسف؛ زادهٔ ۶ اکتبر ۱۹۸۴) بازیکن فوتبال اهل فلسطین است.
از باشگاه‌هایی که در آن بازی کرده است می‌توان به باشگاه ورزشی الفیصلی اشاره کرد.
وی همچنین در تیم ملی فوتبال فلسطین بازی کرده است.